# Amphibiengifte
Amphibiengifte ist die Sammelbezeichnung für ausschließlich der Verteidigung und dem Schutz vor Mikroorganismen dienenden Toxine, die von Amphibien (Lurchen, etwa Fröschen und Kröten) etc. durch Hautdrüsen sezerniert werden.
Zu den Amphibiengiften gehören einige der stärksten bekannten Gifte: Batrachotoxin (Pfeilgiftfrösche) und Tetrodotoxin (Molche und die nicht amphibischen Kugelfische).
Die chemische Zusammensetzung lässt kein einheitliches Prinzip erkennen; man findet unter den Amphibiengiften: Steroide, Peptide, biogene Amine und Alkaloide. Von der Aga-Kröte sind Herzglykoside (Bufadienolide) bekannt.
Hautdrüsen von bestimmten Salamandern scheiden neben Samandarin die Alkaloide Samandenon, Samin und Samandaridin aus.
Frösche sind nicht in der Lage, diese Gifte selbst zu produzieren. Sie sind darauf angewiesen, die entsprechenden Insektengifte mit ihren Beutetieren aufzunehmen und im Körper zu sequestrieren. Im Terrarium nachgezüchtete Pfeilgiftfrösche sind praktisch ungiftig. Die Toxine von Fröschen (zusammenfassend oft Pumiliotoxine genannt) stammen aus der Ernährung mit Gifttieren (z. B. Schuppenameisen oder Hornmilben). Die Amphibien sind in der Lage, die Giftigkeit der in der Nahrung enthaltenen Toxine zu tolerieren und in der Haut anzureichern. 232 giftige Alkaloide wurden in der Haut von Erdbeerfröschchen identifiziert, darunter vor allem Pumiliotoxine und Allopumiliotoxine (aPTX).
Besonders wirksam ist das Tetrodotoxin (TTX) des Rauhäutigen Gelbbauchmolchs. Es blockiert spannungsaktivierte Natriumkanäle, die auch in Neuronen vorkommen. Die tödliche Dosis von Tetrodotoxin beträgt etwa 10 Mikrogramm pro Kilogramm Körpergewicht.

## Einzelbelege
1. ↑  Tim Lüddecke, Stefan Schulz, Sebastian Steinfartz, Miguel Vences: A salamander’s toxic arsenal: review of skin poison diversity and function in true salamanders, genus Salamandra. In: The Science of Nature. Band 105, Nr. 9–10, Oktober 2018, ISSN 0028-1042, S. 56, doi:10.1007/s00114-018-1579-4.
2. 1 2  Konrad Staudt et al.: Foraging behaviour and territoriality of the strawberry poison frog (Oophaga pumilio) in dependence of the presence of ants. In: Amphibia-Reptilia, Band 31, Nr. 2, 2010, S. 217–227 doi:10.1163/156853810791069100
3. ↑  Ariel Rodríguez, Dennis Poth, Stefan Schulz, Miguel Vences: Discovery of skin alkaloids in a miniaturized eleutherodactylid frog from Cuba. In: Biology Letters, Royal Society Publishing, Onlinepublikation am 3. November 2010 doi:10.1098/rsbl.2010.0844
4. ↑  Ralph A. Saporito  et al.: Spatial and temporal patterns of alkaloid variation in the poison frog Oophaga pumilio in Costa Rica and Panama over 30 years. In: Toxicon, Band 50, Nr. 6, 2007, S. 757–778.
5. ↑  Rainer Klinke: Physiologie. Georg Thieme Verlag, 2010, ISBN 3-13-796006-1, S. 66 (eingeschränkte Vorschau in der Google-Buchsuche).